# Pseudopostega paraplicatella
Pseudopostega paraplicatella là một loài bướm đêm thuộc họ Opostegidae. Nó được miêu tả bởi Donald R. Davis và Jonas R. Stonis, 2007. Nó được tìm thấy ở Amazonian rainforest of miền đông Ecuador.
Chiều dài cánh trước khoảng 3 mm. Con trưởng thành bay vào tháng 1.